# Het is een schone dag geweest
Het is een schone dag geweest is een documentaire uit 1993 van de Nederlandse regisseur Jos de Putter. Hij maakte een weemoedig portret van zijn ouders: een Zeeuws-Vlaamse boer en zijn vrouw aan de vooravond van de sluiting van hun bedrijf. De subtitel van de film luidt: ‘Kleine vertelling over een laatste oogstjaar’.
Het is een schone dag geweest won de Filmprijs van de Stad Utrecht op het Nederlands Film Festival. In 2007 werd de documentaire toegevoegd aan de Canon van de Nederlandse film. De commissie die zich met de opstelling daarvan bezighield, roemde de werkwijze van de regisseur: ‘De Putter creëerde een document van een veranderend Nederland. Een verdwijnende manier van leven dat plaatsvindt in een typisch Nederlands landschap, dat hij met veel totaalshots heeft vastgelegd en zo heeft bewaard voor latere generaties.’